# Юліана Прадо
Юліана Прадо (нар. 18 березня 1984, Харків, Харківська область, УРСР) — українська співачка та акторка. Виконує пісні українською, російською, англійською та італійською мовами. Лауреат Міжнародного пісенного конкурсу молодих виконавців ім. Ісаака Дунаєвського.

## Життєпис
Народилася в Харкові в родині вчительки та інженера. Мати співачки мріяла бути артисткою, батько обожнював музику і грав на багатьох музичних інструментах. В сім'ї було троє дітей, Юліана наймолодша серед них. Дитинство артистки минуло в рідному місті, де дівчина й почала навчатися музики. В 16 років Юліана Прадо завдяки власній інтерпретації народної пісні «Зозуленька» стала лауреатом Міжнародного конкурсу молодих виконавців ім. Ісаака Дунаєвського і виборола можливість зняти кліп. Оскільки народна пісня вважалася комерційно невигідною — кліп так і не був знятий. До цього Юліана вже працювала в стилі фолк більше 6 років. Музичні критики порівнювали її з Ніною Матвієнко, пророкували подібний творчий шлях.
Два роки навчалася на диригента народного хору, після чого перевелася в Харківське музичне училище, де стала вивчати естрадно-джазовий вокал. Вирішальну роль для подальшої кар'єри мала зустріч із Юрієм Рибчинським на Міжнародному фестивалі естрадної пісні ім. К. І. Шульженко, де народний артист України був у числі журі. Юрій Рибчинський певний час співпрацював з Юліаною Прадо. В одному зі своїх інтерв'ю він говорить про співачку так: «Я знаю Юліану Прадо з 2003 року. Вона має дуже гарний голос і є професіоналом, що підтверджується багатьма призами, завойованими Юліаною на міжнародних конкурсах. Вона може успішно виконувати не тільки естрадні пісні, але й оперні. Завдяки своєму винятковому артистизму Юліана Прадо легко знаходить шлях до серця слухача».
Становлення Юліани Прадо як професійної співачки відбулося саме в Києві. У 2000 році вона вступила в Київський національний університет культури і мистецтв. Паралельно з навчанням брала приватні уроки у Євгенія Мірошниченка. Далі була зустріч з Ніною Матвієнко. Співачка активно експериментувала з різними музичними стилями: джаз, оперетта, ф'южн, поп-модерн.
У 2005—2006 році грала в московському мюзиклі «Ромео і Джульєтта».
Артистка жила в Італії, де продовжила свій творчий розвиток. Отримавши перемогу в конкурсі World Music, співачку запросили на відомий італійський Bengio Festival, де вона також перемогла. Справжню популярність в Європі Юліані Продо подарувало перше місце на всесвітньо відомому Фестивалі італійської пісні «Сан-Ремо».
У 2004 році Юліана Прадо вступила на аспірантуру Київського університету культури. Зараз вона кандидат наук і має дисертацію, присвячену творчості Ніни Матвієнко, на тему «Культурно-мистецька діяльність Ніни Матвієнко в історії української культури».
Юліана Прадо особисто знайома з народною артисткою України Н. Матвієнко, яка говорить про творчість співачки так: «З Юліаною ми знайомі вже більше семи років, це перші знайомства, коли вона була ще студенткою, а потім спільна участь в концертах. Вона дуже оригінальна, розквітає на очах, як тільки починає звучати перший акорд. Співачка від Бога, артистична і романтична. Колись я попросила Юліану заспівати просто так, без музики. Вона ніби тільки цього й чекала. Співала легко і високо, голосом ніби ніжно-блакитним. Слова пісні написані її гарячим серцем щирі і злиті воєдино з її внутрішнім світом. Сьогодні — це така рідкість. Юліана цілеспрямована і вміє цінувати Божий дар. Не всім я даю таку оцінку! Але за цю дівчину підпишуся!»

## Особисте життя
У 2010 році співачка вийшла заміж.
У 2012 році Юліана Прадо народила доньку.

## Дискографія

### Пісні
2015—2016
- Нежная
- Ой, люлі, люлі (дует з Ніною Матвієнко)
- Ой люлі, люлі (колискова)
- Мамо

2002—2003
- Non dimenticar[en]
- Il tuo primo grande amore
- З вечора до рання
- Любишь

BENgio festival
- Con te partiro (live)
- Ты просто есть в моей судьбе (live)

Рання творчість
- Як я люблю тебе
- Сива зозуленько, не літай раненько
- Чарівна скрипка (demo)

## Відеографія

### Музичні відео
| Рік  | Назва      | Режисер            |
| ---- | ---------- | ------------------ |
| 2010 | «О нем»    | Володимир Якименко |
| 2010 | «Верь мне» | Любомир Левицький  |
| 2016 | «Нежная»   | Володимир Якименко |

## Нагороди та премії
- У 1998 році здобула перемогу на конкурсі «Червона рута».
- У 2000 році стала лауреатом Міжнародного пісенного конкурсу молодих виконавців ім. Ісаака Дунаєвського.
- У 2002-2003 році брала участь у програмі «Шлягер року».
- У 2003 році здобула першу премію на Міжнародному фестивалі естрадної пісні ім. К. І. Шульженко.
- У 2003 році перемогла на конкурсі «World Music».
- У 2004 році отримала перше місце на конкурсі «Конкурс артистов эстрады».
- У 2009 році стала переможцем на італійському фестивалі "Bengio Festiva"l.
- У 2009 році стала лауреатом всесвітньо відомого Фестивалю італійської пісні в Сан-Ремо.

## Цікаві факти
Діапазон голосу Юліани Прадо — більше 2-х октав (від соль малої октави до сі бемоль другої октави).